# هيدروجين طبيعي
الهيدروجين الطبيعي «يُعرف أيضاً باسم الهيدروجين الأبيض، أو الهيدروجين الجيولوجي، أو الهيدروجين ذو المصدر الجيولوجي، أو الهيدروجين الذهبي» هو الهيدروجين الجزيئي المتواجد على الأرض والذي يتكون عبر عمليات طبيعية خلافاً للهيدروجين المُنتَج في المختبرات أو المنشآت الصناعية.
تُشير النماذج إلى وجود كميات كبيرة من الهيدروجين الطبيعي قد تكفي لتلبية احتياجات البشرية لآلاف السنين، ومع ذلك، فإن معظم هذه الكميات لا يمكن استخراجها بشكل مجدي اقتصاديًا.
عُثر على الهيدروجين الطبيعي في العديد من صخور المصدر ضمن مناطق تقع خارج نطاق الأحواض الرسوبية التي عادةً ما تُركّز فيها شركات النفط عملياتها. وحتى عام 2023، لم يجرِ استغلال سوى بئر واحد من الهيدروجين الطبيعي، والذي أنتج غازاً كافيًا لتوليد الكهرباء لقرية في مالي.

## التاريخ
في ثلاثينيات القرن العشرين، أبلغ حفارو آبار النفط في أديلايد جنوب أستراليا عن عثورهم على «كميات هائلة من الهيدروجين عالي النقاوة». في ذلك الوقت، كان يُنظر إليه كمنتج ثانوي عديم الفائدة لقطاع استخراج النفط، ولم تُبذل أي جهود للاستفادة منه.
في عام 1987، حاول عامل إفريقي في قرية بوركبوغو بمالي، إشعال سيجارته بجوار إحدى آبار الماء، فاشتعلت النيران في البئر بشكل غير متوقع. سرعان ما أبدى رجل أعمال محلي اهتماماً بالقيمة الاقتصادية المحتملة لهذا «البئر المشتعل»، وتأكد له أن اللهب ناتج عن تسرّب للهيدروجين الطبيعي من البئر. وبعد فترة وجيزة، اُجري تعاقد مع شركة نفط محلية لتقوم باستخراج هذا الهيدروجين وبيعه، وحتى عام 2024، يواصل سكان قرية بوركبوغو الاستفادة من خدمة المدفوعة للحصول على الهيدروجين. وحتى عام 2023، لا يزال بئر الهيدروجين المالي هو بئر الهيدروجين الوحيد الناجح اقتصادياً في العالم، حيث يتجاوز تركيز جزيء الهيدروجين «H2» نسبة 95%. علمًا بأن التركيزات التي تتجاوز 60% تُعتبر ذات جدوى اقتصادية.
خلال عشرينيات القرن الحالي، ازداد الاهتمام بالهيدروجين الطبيعي، واُقيمت استثمارات لتطوير آبار الهيدروجين الطبيعي في الولايات المتحدة وفرنسا وأستراليا. وقد صرّحت إحدى شركات النفط الفرنسية «Française De l’Énergie»، بأنها تهدف إلى بدء استخراج الهيدروجين بحلول عام 2027 أو 2028.